# Бильярдная (Лонгвуд-Хаус)

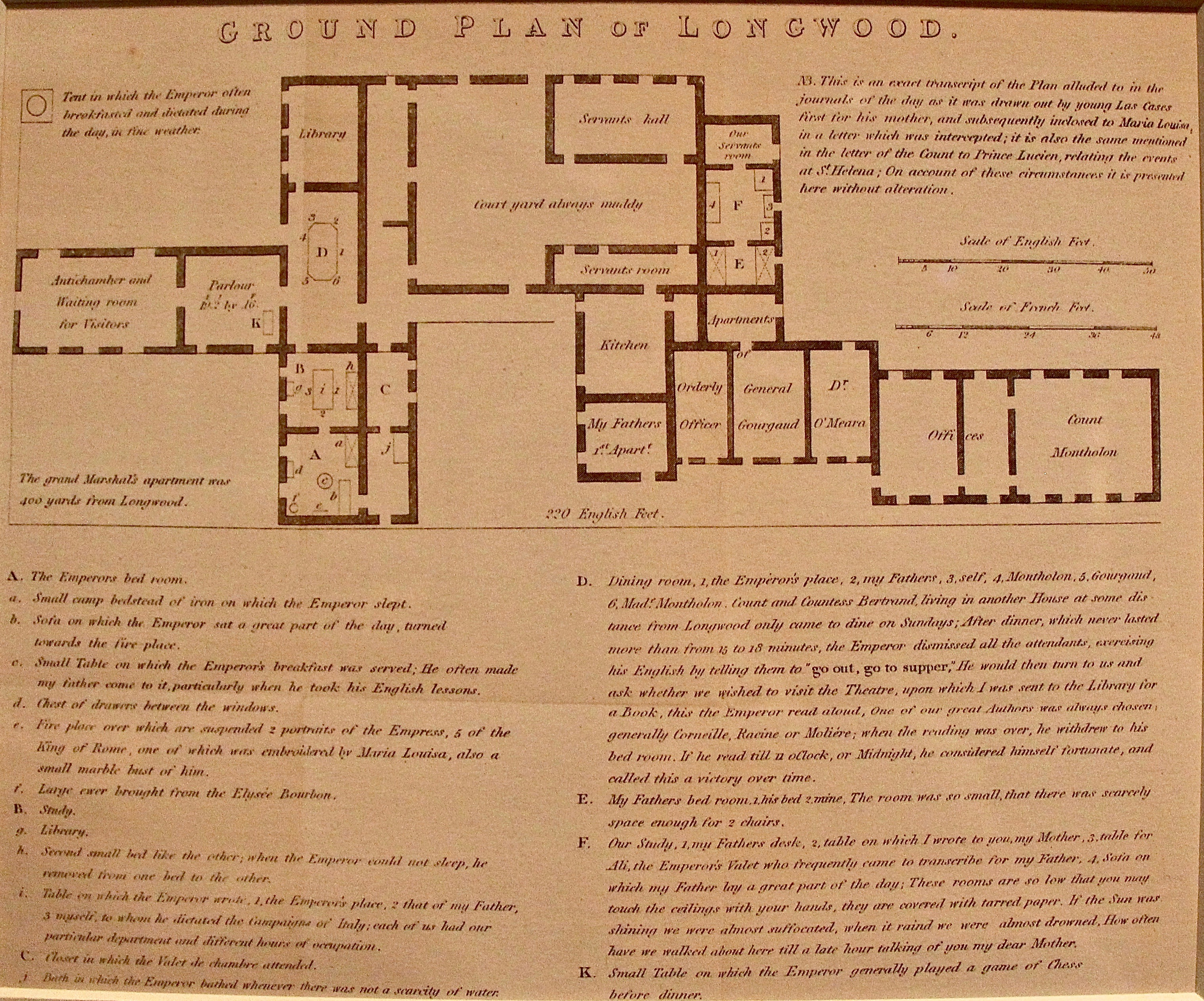
Схема Лонгвуд-Хауса. Крайняя слева комната — бильярдная

Бильярдная — комната в Лонгвуд-Хаусе, особняке на острове Святой Елены, ставшем последней резиденцией Наполеона Бонапарта во время его ссылки с 10 декабря 1815 года до его смерти 5 мая 1821 года. Служила ему в качестве рабочего кабинета и приёмной, там он проводил значительную часть своего времени, занимался физическими упражнениями. На следующий день после смерти на столе в бильярдной было произведено вскрытие императора, составлено свидетельство о смерти, тело было одето для похорон. Комната неоднократно упоминается в воспоминаниях гостей и окружения Наполеона, исторических исследованиях.

## История
22 июня 1815 года император Наполеон по итогам неудачной военной кампании второй раз отрёкся от престола, после чего сдался англичанам. По решению британского кабинета министров он стал пленником и был отправлен на корабле «Нортумберленд» на остров Святой Елены. 9 августа 1815 года он отплыл из Европы, 14 октября прибыл со своим окружением на место ссылки. Через три дня император высадился в городе Джеймстаун, где французы временно разместились в местной гостинице «Портес-Хаус» и стали подыскивать подходящее жилище. 
В качестве резиденции был определён загородный дом лейтенант-губернатора Лонгвуд-Хаус. На время его реконструкции и расширения французы переселились в небольшой летний домик «Брайрс», где находились два месяца.

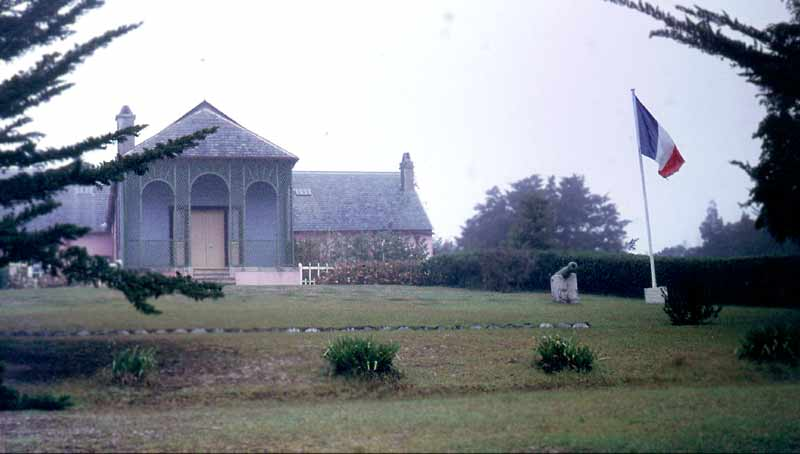
Вход в Лонгвуд-Хаус

Бильярдная в Лонгвуд-Хаусе была возведена и обшита деревом плотниками с корабля «Нортумберленд» по приказу его капитана Джорджа Кокберна, который в течение нескольких месяцев, до прибытия Хадсона Лоу, находился в должности губернатора острова. Она представляла собой просторную, прямоугольную комнату, ведущую в личные апартаменты Наполеона, состоявшие из нескольких помещений. Стены её были выкрашены в зелёный цвет и украшены неоклассическим фризом в виде чёрного меандра на белом фоне. Среди мебели здесь находилось две софы, семь столиков, пять стульев и три кресла. При входе в дом было устроены крыльцо из несколько ступенек и небольшой навес. 

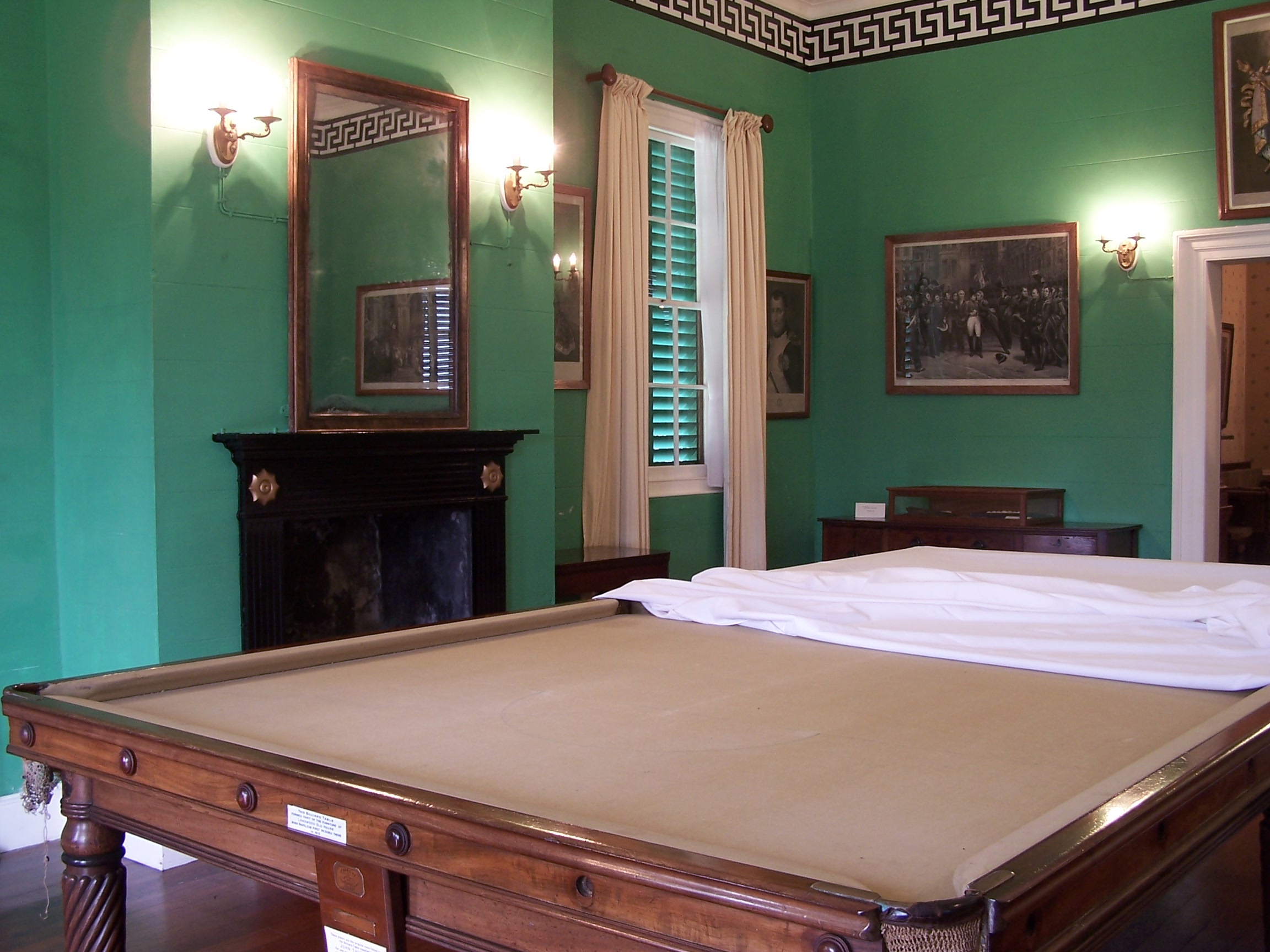
Бильярдная Наполеона

Бильярдный стол из красного дерева производства компании Thurston Billiards Manufacturers был доставлен в резиденцию 18 июля 1816 года. Из воспоминаний Луи-Жозефа Маршана известно, что Наполеон в то время сам не играл в бильярд, но развлекал себя тем, что собирал на столе шары вместе и старался последовательно закатить их в противоположную от себя лузу. 
Комната была многофункциональной: кроме собственно игры в бильярд она использовалась Наполеоном в качестве своего рабочего кабинета, как столовая, приёмная для гостей, топографический кабинет. В плохую погоду, не имея возможности выйти на прогулку, Наполеон здесь беседовал со своим окружением, шагая при этом из стороны в сторону. Именно здесь он диктовал свои мемуары, книги о военном искусстве («Итальянские кампании», «Египетская и сирийская кампании», «Кампания 1815 года», «Заметки об искусстве войны», «Очерк войн Тюренна», «Очерк войн Юлия Цезаря», «Очерк войн Фридриха II», «Заметки на рукописи со Святой Елены», «Письма с Мыса Доброй Надежды» и др.). 
При посещении Наполеона гости проходили через установленный им церемониал: приглашённых встречали в саду одетые в ливрею служители, затем в их сопровождении гости проходили в бильярдную, где ожидали вызова в гостиную. В комнате в это время находился один из французских офицеров, а в особых случаях и всё окружение Наполеона. 
Несмотря на то, что французы предпочитали эту комнату всем остальным, император иногда жаловался, что к вечеру она сильно нагревалась от солнечных лучей, так как на участке плато, где находился дом, отсутствовала тень. В целом бильярдная нравилась ему тем, что была достаточно просторна для того, чтобы разложить на бильярдном столе карты, атласы, справочники. В углу были установлены два глобуса, которые находятся там до сих пор. Бильярдная имела большое значение для ссыльного и он говорил доктору Эдварду Барри О’Мира, что она позволяет ему ходить и заниматься гимнастикой, без чего он бы уже давно умер. 
6 мая 1821 года, на следующий день после смерти Наполеона, в бильярдной было составлено свидетельство о его смерти, передано завещание душеприказчикам и оглашены сопутствующие распоряжения покойного. Там же доктор Франсуа Антоммарки на столе произвёл вскрытие его тела, при этом присутствовали члены из свиты императора, представители губернатора Хадсона Лоу и английские врачи. Сердце и желудок были извлечены и помещены в наполненные спиртом серебряные герметичные сосуды, которые 9 мая были положены в гроб. В бильярдной Наполеон был одет в форму конных стрелков императорской гвардии с наградами, после чего тело перенесли в его спальню.